# Aris FC

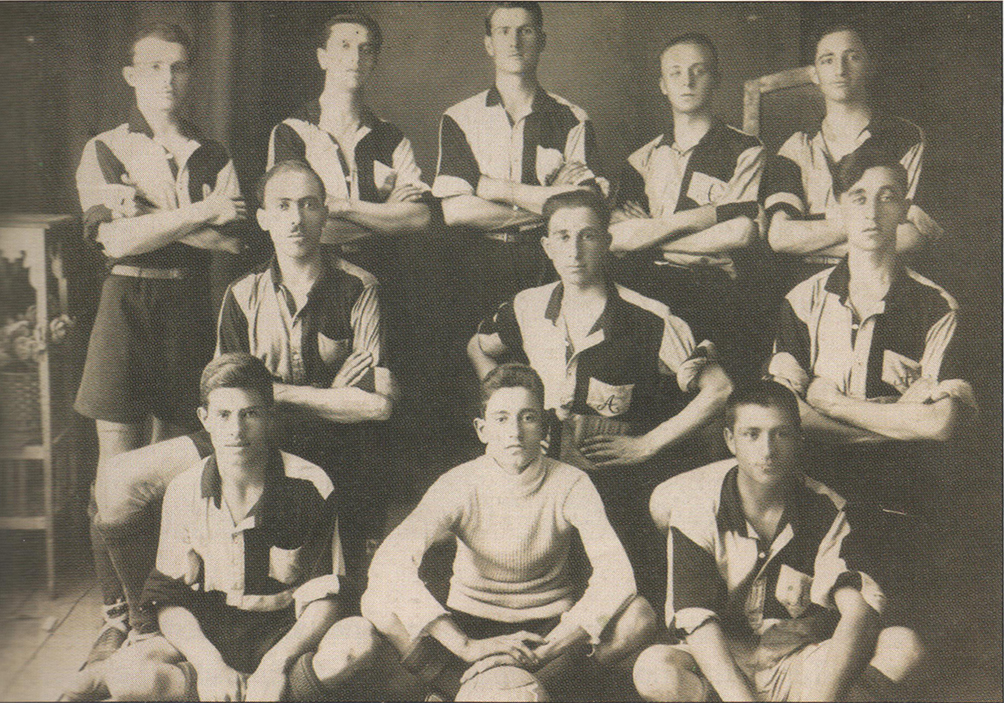
Team van 1923

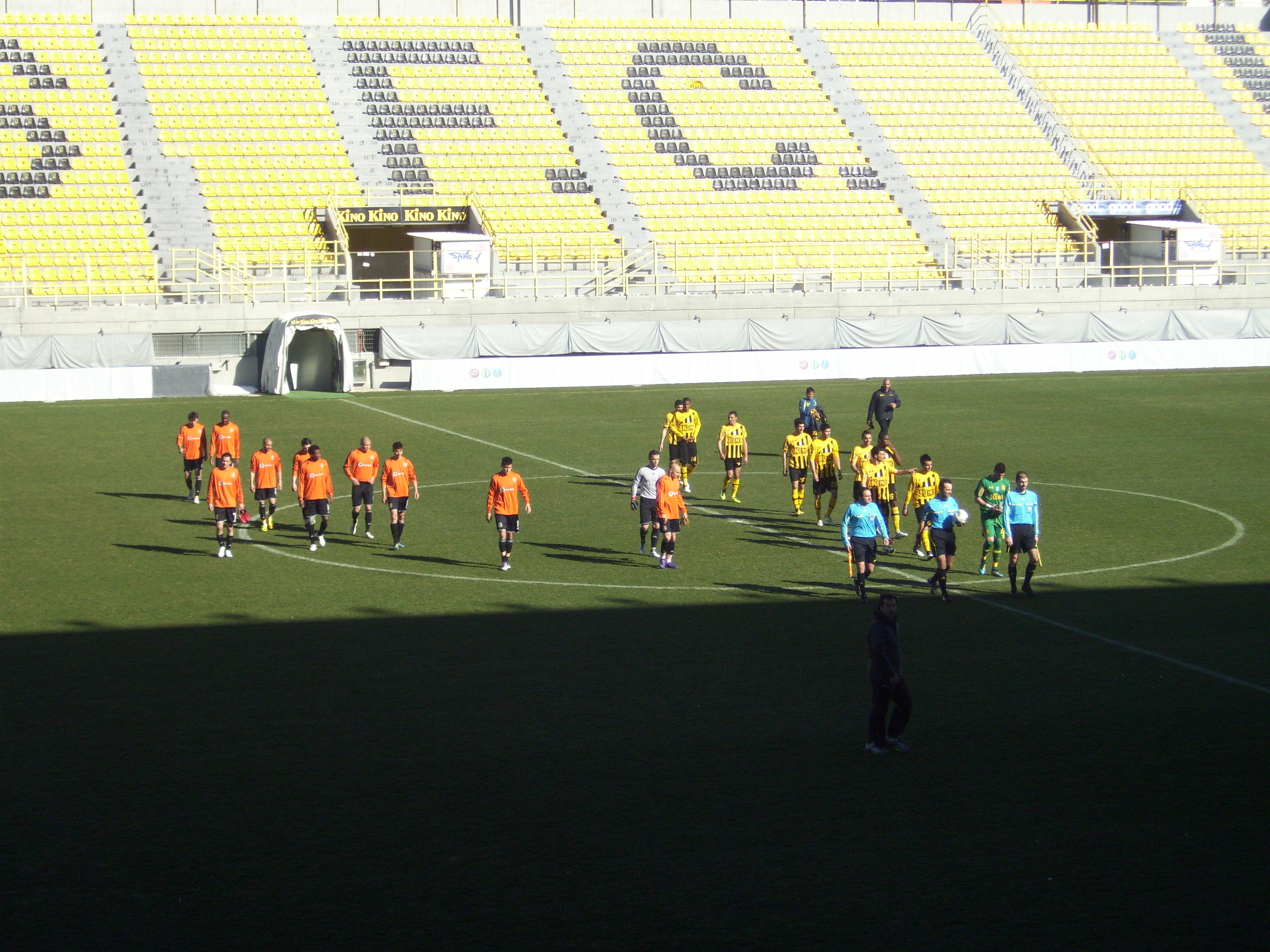
Aris vs. Litex in het stadion van Aris

Aris Football Club (Grieks: Άρης) is een voetbalclub uit de wijk Xarilaou (Oost-Thessaloniki, Griekenland). Aris is opgericht in 1914. Zijn thuiswedstrijden speelt Aris in het Kleanthis Vikelidis, dat een capaciteit van 22.800 man kent. Huidig voorzitter van de club is Labros Skordas. De clubkleuren zijn geel en zwart. In 2016 promoveerde de club naar de Football League.

## Geschiedenis
De club werd opgericht in 1914. Voor 1959 was er geen nationale competitie en speelde Aris in de competitie van Macedonië en Thracië. Ze werden in 1924 de eerste kampioen van deze competitie en konden deze in totaal twaalf keer winnen. Al in deze tijd was er een rivaliteit met de andere clubs uit de stad, PAOK en Iraklis. Er werd wel een eindronde gespeeld voor de landstitel, die de club drie keer wist te veroveren. 
Na de invoering van de nationale competitie in 1959 kon de club geen titel meer veroveren, buiten de Griekse beker in 1970. Met uitzondering van de seizoenen 1997/98 en 2005/06 speelde de club altijd in de hoogste klasse tot 2014. De club degradeerde dat jaar en moest door financiële problemen zelfs naar de derde klasse. In 2016 promoveerde de club naar de Football League (tweede divisie) en in 2018 maakten ze hun rentree bij de elite. Bij de terugkeer eindigde Aris meteen vijfde, wat recht gaf op Europees voetbal.

## Erelijst
- Landskampioen
  - 1928, 1932, 1946
- Beker van Griekenland
  - Winnaar: 1970
  - Finalist: 1932, 1933, 1940, 1950, 2003, 2005, 2008, 2010

## Eindstanden
| 8 |

| 12 |

| 13 |

| 14 |

| 6 |

| 7 |

| 5 |

| 5 |

| 4 |

| 3 |

| 4 |

| 10 |

| 4 |

| 9 |

| 3 |

| 6 |

| 6 |

| 5 |

| 6 |

| 3 |

| 2 |

| 3 |

| 5 |

| 5 |

| 4 |

| 4 |

| 7 |

| 11 |

| 9 |

| 7 |

| 7 |

| 9 |

| 7 |

| 9 |

| 4 |

| 7 |

| 7 |

| 16 |

| 1 |

| 6 |

| 7 |

| 7 |

| 9 |

| 6 |

| 13 |

| 14 |

| 3 |

| 4 |

| 4 |

| 6 |

| 5 |

| 6 |

| 9 |

| 13 |

| 18 |

| 2 |

| 1 |

| 3 |

| 2 |

| 5 |

| 5 |

| 3 |

| 3 |

| 5 |

| 5 |

| 5 |

| Super League Alpha Ethniki | Super League 2 Beta Ethniki | Gamma Ethniki |

Tot 2006 stond de hoogste divisie bekend als Alpha Ethniki. Het 2e niveau staat sinds 2010 bekend als Football League en sinds 2019 als Super League 2.  Het 3e niveau kende  van 2019-2021  de naam Football League.

## Aris FC in Europa
Aris FC speelt sinds 1964 in diverse Europese competities. Hieronder staan de competities en in welke seizoenen de club deelnam:
- Europa League (3x)

2010/11, 2019/20, 2020/21
- Conference League (5x)

2021/22, 2022/23, 2023/24, 2024/25, 2025/26
- Europacup II (1x)

1970/71
- UEFA Cup (10x)

1974/75, 1979/80, 1980/81, 1981/82, 1994/95, 1999/00, 2003/04, 2005/06, 2007/08, 2008/09
- Jaarbeursstedenbeker (5x)

1964/65, 1965/66, 1966/67, 1968/69, 1969/70

## Bekende (oud-)spelers
- Angelos Charisteas
- Richard Knopper
- Lerin Duarte
- David Eto'o
- Aboubakar Kamara
- Salaheddine Bassir
- Nordin Jbari
- Magomed-Sjapi Soelejmanov
- Héctor Cúper
- Traianos Dellas
- Francis Dickoh
- Loren Morón
- Martín Montoya
- Andrea Orlandi
- Karim Soltani
- Jurica Vranješ
- Sokratis Dioudis
- Dorge Kouemaha
- Josip Šimić
- Manolis Siopis
- Konstantinos Mitroglou